# Mezzaninefinanciering
Een mezzaninefinanciering of -lening is een vorm van achtergestelde lening. 
Mezzanineleningen worden verschaft aan bedrijven door banken en private investeerders. Mezzanineleningen zijn achtergestelde leningen, dat houdt in dat zo'n lening bij een eventueel faillissement na alle reguliere (bank)leningen pas wordt terugbetaald. Er staat ook geen zekerheid in de vorm van vastgoed tegenover de lening. Een lener loopt daarmee een hoog risico en zal voor de lening een hogere rente vragen. Banken vragen voor een mezzanine lening zo'n drie keer het normale tarief. Los van het hoge tarief verlangt een investeerder ook een warrant. Een warrant geeft de mezzanineverschaffer het recht om bij een beursgang of verkoop een vooraf afgesproken percentage van het aandelenkapitaal te kopen tegen een vooraf afgesproken prijs. Is het aandelenpakket meer waard geworden, dan profiteert de lener mee van de groei van de onderneming. Het aandelenpakket kan ook tegen de vooraf afgesproken prijs aan het bedrijf worden terugverkocht. Gedurende de looptijd van de lening wordt er niet afgelost op de hoofdsom, er wordt wel (hoge) rente betaald.  
De term mezzanine komt uit de bouwwereld en betekent 'tussenverdieping'. Een mezzaninelening ziet men financieel ook als zodanig: de lening ligt tussen het bankkrediet (veilig) en het eigen risicodragend vermogen in. 